# Ulisse (Lowlow)
Ulisse è un singolo del rapper italiano Lowlow, pubblicato il 25 novembre 2016 come primo estratto dal primo album in studio Redenzione.

## Video musicale
Il videoclip, pubblicato in contemporanea al singolo, è stato diretto Yuri Santurri e Daniele Tofani e mostra scene di Lowlow rappare il brano con altre in cui un ragazzo effettua una rapina in banca.

## Tracce
1. Ulisse – 3:25

## Classifiche
| Classifica (2017) | Posizione massima |
| ----------------- | ----------------- |
| Italia            | 10                |